# Herzberg (Elster)
Herzberg est une ville allemande, chef-lieu de l'arrondissement d'Elbe-Elster, dans le land de Brandebourg.

## Géographie
Herzberg se situe au bord de l'Elster Noire, affluent de l'Elbe, près de la limite avec les lands de Saxe et de Saxe-Anhalt. La ville se trouve à environ 90 km au sud de Berlin.
La Bundesstraße 87 (Schlieben–Torgau) et la Bundesstraße 101 (Jüterbog–Bad Liebenwerda) se croisent dans la ville.

### Quartiers
En plus du centre-ville, le territoire communal comprend 11 localités :
| - Arnsnesta - Borken - Buckau - Fermerswalde | - Friedersdorf - Gräfendorf - Löhsten - Mahdel | - Osteroda - Rahnisdorf - Züllsdorf |

## Histoire
La localité de Hirthsbergh (nom dérivé d'allemand : Hirsch, « cerf ») a été mentionnée pour la première fois dans un document officiel en 1239. Le domaine fut la propriété des comtes de Brehna, descendants de Frédéric Ier de Brehna issu de la maison de Wettin. Par l'acte du 31 août 1290, Rodolphe de Habsbourg, roi des Romains, transmet le fief au duc Rodolphe Ier de Saxe-Wittemberg.

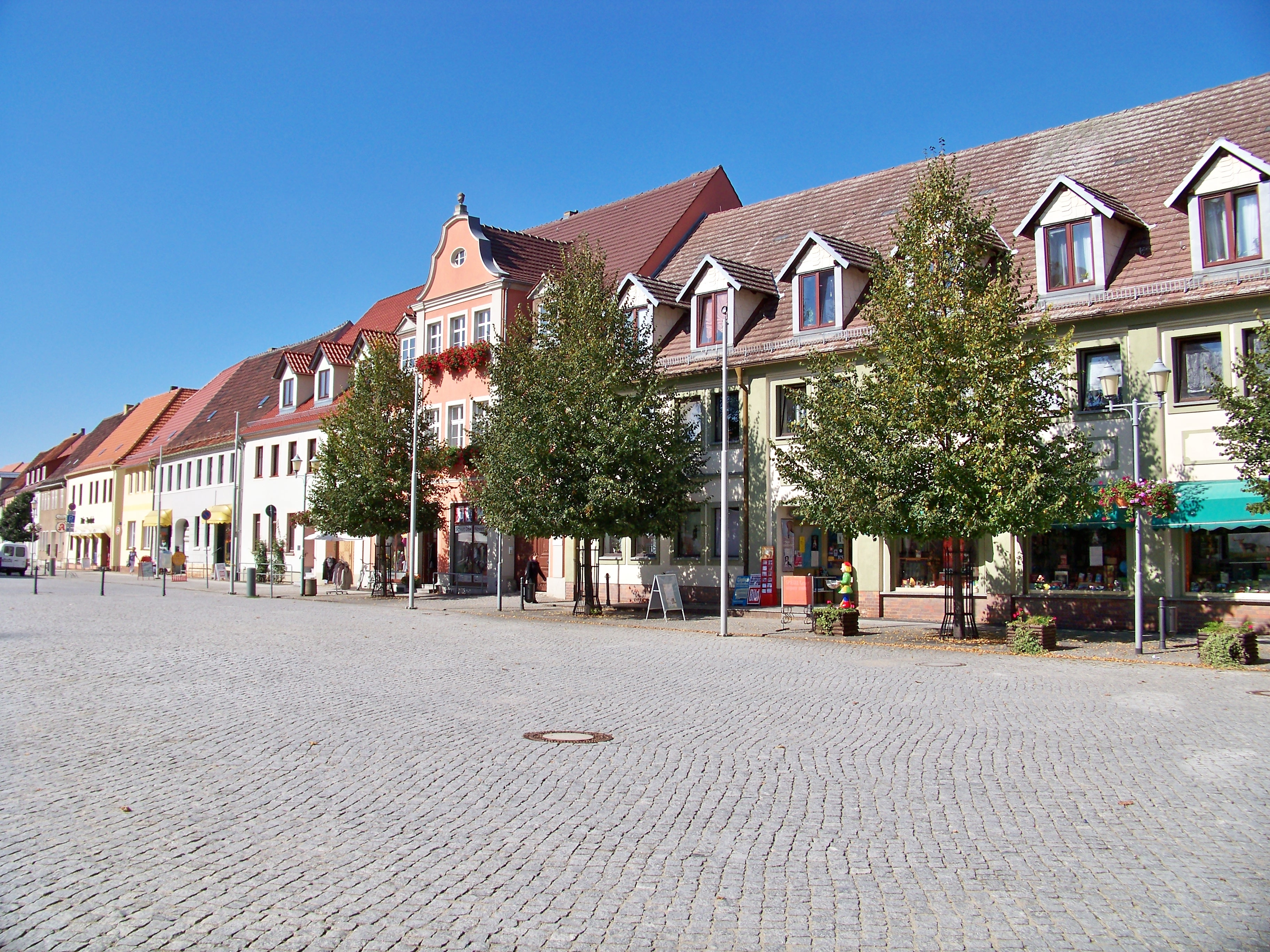
Place du marché.

À partir de 1356, Herzberg faisait partie de l'électorat de Saxe. La ville profitera du commerce sur la route de Leipzig à Francfort-sur-l'Oder. La plupart des citoyens passe à la religion protestante en 1522 déjà ; pendant la guerre de Trente Ans, les fortifications découragèrent les belligérants de toute envie d'en faire le siège.
Après le congrès de Vienne, en 1815, Herzberg fut incorporée dans le district de Mersebourg au sein de la Saxe prussienne. Après la Seconde Guerre mondiale, la ville appartient au district de Cottbus de la République démocratique allemande.

## Jumelages
- Büdingen (Allemagne)
- Soest (Allemagne)
- Świebodzin (Pologne)
- Dixon (Illinois) (États-Unis)

## Personnalités liées à la commune
- Johannes Clajus (1535-1592), pédagogue, grammairien et théologien protestant ;
- Georg Christian Schemelli (1676/1680-1762), Kantor ;
- Carl Immanuel Gerhardt (1816-1899), mathématicien ;
- Louise von François (1817-1893), écrivaine ;
- Werner Janensch (1878-1969), paléontologue, géologue et explorateur ;
- Wolfgang Arendt (né en 1950), mathématicien ;
- Steffen Zesner (né en 1967), nageur.